# Amy Ray
Amy Elizabeth Ray (ur. 12 kwietnia 1964 w Decatur w Georgii) – amerykańska muzyk i kompozytorka występująca w folkowym zespole Indigo Girls.

## Życiorys
Ukończyła studia na Uniwersytecie Emory w 1986 z tytułem magistra of English and Religion.
6 marca 2001 wydała swój pierwszy solowy album Stag w stylu punk-rockowym. Zespół The Butchies zapewnił support w 5 piosenkach a Nineteen Forty Five oraz Rock-A-Teens w jednej. Joan Jett wspomogła wokalnie Amy w piosence "Hey Castrator".
12 kwietnia 2005 Amy Ray wydała album Prom a 19 grudnia 2006 Live from Knoxville. Jej czwarty solowy album Didnt It Feel Kinder, został wydany 5 sierpnia 2008.
Amy Ray mieszka obecnie w północnej Georgii.